# میتسوهیرو سکی

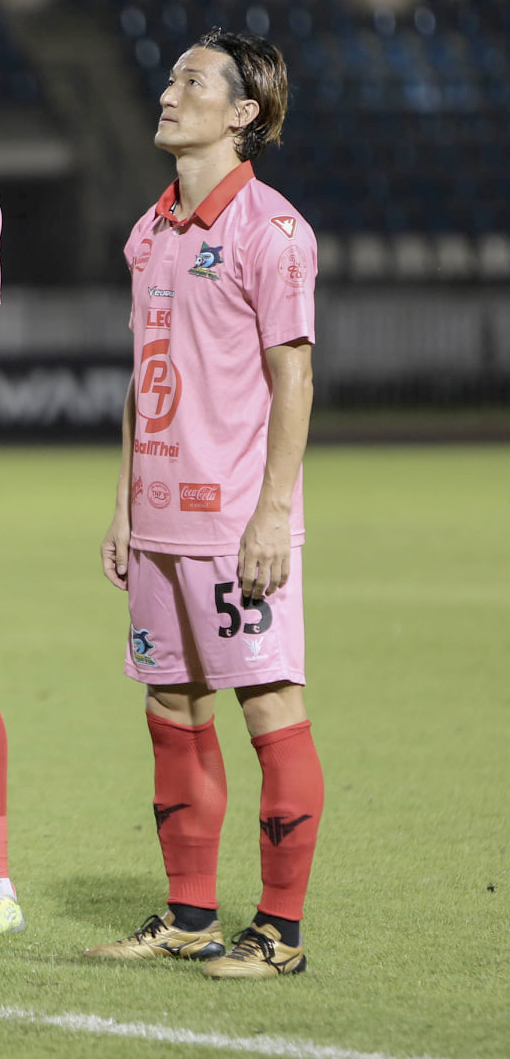
میتسوهیرو سکی در سال ۲۰۲۲

میتسوهیرو سکی (ژاپنی: 関 光博؛ زادهٔ ۸ مهٔ ۱۹۸۲) بازیکن فوتبال اهل ژاپن است.
از باشگاه‌هایی که در آن بازی کرده‌است می‌توان به باشگاه فوتبال توکیو وردی اشاره کرد.